# Тобольская городская дума
Тобольская городская дума — представительный орган местного самоуправления Тобольска. Ныне действует VII созыв. Председатель — Андрей Анатольевич Ходосевич. Избран спикером на первом организационном заседании Тобольской городской Думы седьмого созыва (24.09.2020 г.)

## История
Тобольская городская дума (первоначальное название Совет народных представителей) была образована на основании указа № 1400 «О поэтапной конституционной реформе» и принятой 12 декабря 1993 года конституции Российской Федерации. Первые выборы в думу состоялись 6 марта 1994 года. На первом заседании думы был избран её председатель (являвшийся так же и главой администрации Тобольска) Сергей Николаевич Белкин.

## Полномочия думы
Полномочия Тобольской городской Думы определены статьей 24 Устава муниципального образования города Тобольска.
В исключительной компетенции городской Думы находятся:
- Принятие Устава города Тобольска и внесение в него изменений и дополнений;
- Утверждение местного бюджета и отчета об его исполнении;
- Установление, изменение и отмена местных налогов и сборов в соответствии с законодательством Российской Федерации о налогах и сборах;
- Принятие планов и программ развития города, утверждение отчетов об их исполнении;
- Принятие решения о создании органа по управлению имуществом, определение порядка управления и распоряжения муниципальной собственностью;
- Определение порядка принятия решений о создании, реорганизации и ликвидации муниципальных предприятий и учреждений, об установлении тарифов на услуги муниципальных предприятий и учреждений;
- Определение порядка участия муниципального образования город Тобольск в организациях межмуниципального сотрудничества;
- Контроль за исполнением органами местного самоуправления и должностными лицами местного самоуправления полномочий по решению вопросов местного значения;
- Определение порядка материально-технического и организационного обеспечения деятельности органов местного самоуправления.

## Комиссии
- Комиссия по экономическому развитию, бюджету, финансам и налогам (председатель И.А. Нефидов, с июля 2021 года председатель - В.Г. Кидло);
- Комиссия по жизнеобеспечению и городскому хозяйству (председатель В.Ю. Егоров);
- Комиссия по социальным вопросам (председатель Л. В. Останина);
- Комиссия по градостроительству и землепользованию (председатель С.А. Леушин);
- Комиссия по городскому общественному самоуправлению (председатель М.А. Никитин).

## Структура и порядок формирования
Срок полномочий Думы составляет — 5 лет.

## Председатели
- Сергей Белкин (06.03.1994 г. — 22.12.1996 г.)
- Виктор Неймышев (22.12.1996. — 14.01.2001) и (14.01.2001 — 23.10.2005), (10.10.2010 — 25.01.2012)
- Евгений Воробьев (23.10.2005.- 10.10.2010)
- Николай Зольников (10.10.2010 — 28.09.2015)
- Андрей Ходосевич (28.09.2015 — 24.09.2020) и (24.09.2020 - по настоящее время)

## Созывы
- I созыв (06.03.1994 - 22.12.1996.)
- II созыв (22.12.1996 - 14.01.2001.)
- III созыв (14.01.2001 - 23.10.2005.)
- IV созыв (23.10.2005 - 10.10.2010.)
- V созыв (10.10.2010 - 13.09.2015)
- VI созыв (13.09.2015 - 24.09.2020)
- VII созыв (24.09.2020 - по настоящее время)